# Cylindre de minoterie

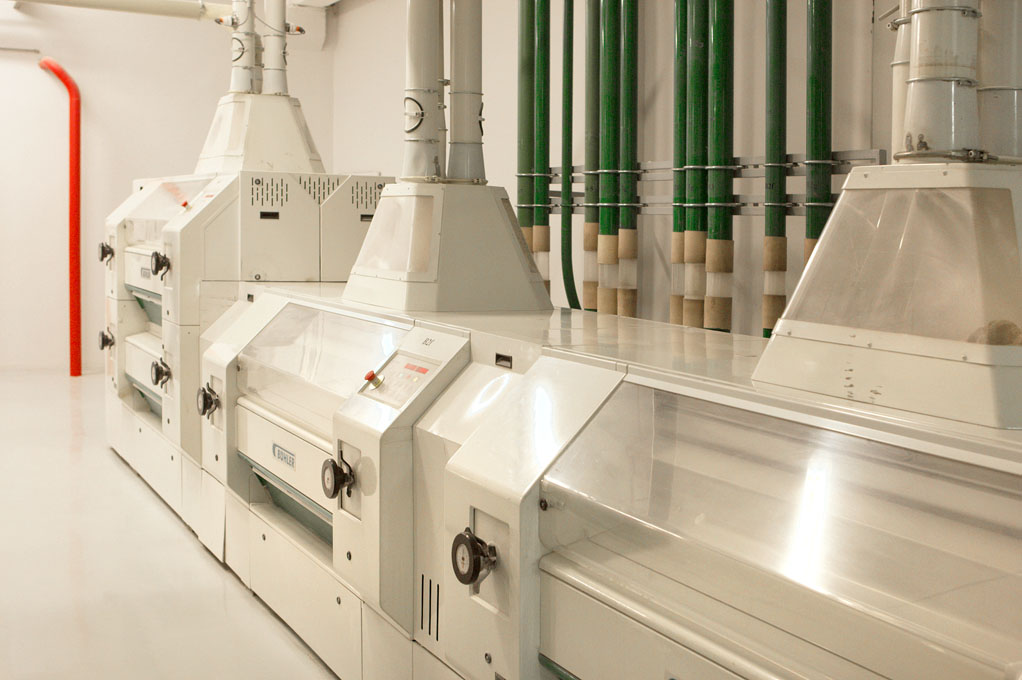
Cylindres de la minoterie de Tartu, en Estonie.

Des cylindres de minoterie sont des cylindres métalliques entre lesquels passe le grain lors de sa mouture dans les meuneries industrielles. Ces cylindres remplacent les meule à grains qui étaient utilisées auparavant.

## Longueur et répartitions des cylindres pourminoterie

### Généralités
Le débit d'un moulin dépend de la longueur des cylindres et aussi de la surface blutante totales. Une évolution technique de l'appareil à cylindre a permis une augmentation du débit et une facilité de travail, avec moins de perte.
La détermination de la longueur des cylindres, permet en fonction du débit voulu, de savoir le nombre d'appareils à cylindre (machine à moudre le blé) qu'on doit utiliser pour avoir une bonne extraction de farine et donc un meilleur rendement (80 %). 

### Évolution technique de l'appareil à cylindre
L'évolution technique de l'appareil à cylindre a permis de diminuer les frottements, d'augmenter l'extraction de farine et de faciliter l'écrasement.
Une bonne répartition des cylindres permettra d'optimiser l'écrasement et donc d'obtenir les critères cités ci-dessus. 
| Caractéristique                          | Avant 1950         | 2000 et plus |
| ---------------------------------------- | ------------------ | ------------ |
| Diamètre (mm)                            | 190, 220, 250, 300 | 250-300      |
| Type de palier                           | Lisses             | Rouleaux     |
| Fréquence de rotation du cylindre rapide | 250                | 600-800      |
| Longueur pour 10 t / 24 h                | 25 à 50            | 5 à 10       |

Pour réaliser un calcul sur la répartition des cylindres il faut :
- Considérer le type d’appareil à cylindre,
- Préciser la vitesse linéaire en m/s ou la fréquence de rotation en tr/min,
- Connaitre le type de palier,
- connaitre le débit de l'usine,

### Règle pour définir la répartition de la longueur des cylindres
Pour un diagramme classique, il faut:
- respecter une répartition de 1/3 pour le broyage, 1/3 pour le claquage et 1/3 pour le convertissage
- Garder toujours la même longueur de cylindre

Par contre on peut augmenter la longueur des cylindres dans la même chaîne de production, mais on ne devrait jamais la diminuer.

### Exemple
Pour cet exemple, on utilisera 3 machines doubles de 250 mm × 1 000 mm avec 4 passages de broyage (afin de bien réduire le grain de blé).
| Broyeur 1 | Claqueur 1                 | Convertisseur 2 |
| --------- | -------------------------- | --------------- |
| Broyeur 2 | Claqueur 2-Convertisseur 1 | Convertisseur 3 |
| Broyeur 3 | Claqueur 3                 | Convertisseur 4 |
| Broyeur 4 | Claqueur 4                 | -               |

Afin de calculer le débit on prendra :
- un ratio = 0,8 m / 10 t / 24 h
- Une longueur totale des cylindres = (2×3) × 1000 = 6 000 mm = 6 m

donc le débit se calculera de la façon suivante : Q = (10×6)/0,8 = 75 t/j.

## Source
- La mouture de blé tendre classique : principes et repères fondamentaux